# 宮戸座
宮戸座（みやとざ、1896年 開業 - 1937年 閉館）は、かつて東京・浅草にあった劇場。1887年（明治20年）開館の吾妻座を改称した。歌舞伎、新劇双方の演目を興行した。

## 概要

### 略歴
1896年（明治29年）興行主が山川金太郎に交替したのをきっかけに改称。小芝居の劇場のなかでも格式があり、1900年（明治33年）当時の入場料は桟敷（枡席）60銭、大入場6銭。これは歌舞伎座の次に高額だった。

永井荷風「すみだ川」のなかでは、主人公の目を通して、明治末期の幕の内の様子が描かれている。

1923年（大正12年）の関東大震災により、宮戸座を含む浅草一帯は壊滅的な被害を受けたが、1928年（昭和3年）11月再建。平屋建て、884名収容、指定席15席が別にあった。

その後の経営不振により、1937年（昭和12年）5月取壊し。

### 歌舞伎の主な演目・出演者
・1897年（明治30年）から1899年（明治32年）頃中村歌右衛門_(5代目)（5代目中村芝翫）、市村羽左衛門_(15代目)（6代目市村家橘）、澤村宗十郎_(7代目)（3代目澤村訥升）が出演。

・1903年（明治36年）尾上松助_(4代目)が「関東名物男達鑑」に出演。

・1912年（大正元年）8月一日替狂言「四谷怪談」「女団七」（夏祭浪花鑑の書替狂言）

・尾上多賀之丞_(3代目)（5代目市川鬼丸）

・片岡松燕

・澤村源之助_(4代目)

・澤村訥子_(7代目)

・澤村訥子_(8代目)（澤村傳次郎）

・坂東又三郎（通称、二銭団洲。二銭の木戸銭で市川團十郎_(9代目)（俳号、団洲）を似せた芝居が見られると、好評を得た。）（『明治劇談 ランプの下にて』、『浅草っ子』など多くの参考文献あり。）

・1928年（昭和3年）の新築落成特別興行では帝国劇場専属俳優、澤村宗十郎_(7代目)が舞台開き口上を述べ、助高屋高助_(5代目)、澤村田之助_(5代目)兄弟が出演。

### 新劇の主な演目・出演者
・1891年（明治24年）依田学海作「政党美談淑女操」に、伊井蓉峰、市川九女八（守住月華）が出演。

・1912年（大正元年）8月一日替狂言「女天下」「友」

・1931年（昭和6年）「清水次郎長裸道中」に、伊井蓉峰、藤井六輔、大矢市次郎が出演。

### 現在
宮戸座跡之碑が1978年（昭和53年）に建立された。

父や兄が劇場の関係者だった沢村貞子原作の、NHK「連続テレビ小説」『おていちゃん』が、同年放映された。